# Richtlinien für die wegweisende Beschilderung auf Autobahnen
Die Richtlinien für die wegweisende Beschilderung auf Autobahnen (RWBA) sind ein in Deutschland gültiges technisches Regelwerk und regeln die Gestaltung der wegweisenden Beschilderung auf Bundesautobahnen. Die Wegweisung für andere Straßen wird in den Richtlinien für die wegweisende Beschilderung außerhalb von Autobahnen (RWB) behandelt.
Die derzeit gültige Fassung ist die RWBA 2000. Sie wurde mit dem Allgemeinen Rundschreiben Straßenbau Nr. 26/2000 durch das Bundesministerium für Verkehr, Bau- und Wohnungswesen am 28. Dezember 2000 eingeführt. Das Dokument wird vertrieben durch die Forschungsgesellschaft für Straßen- und Verkehrswesen (FGSV).

## Inhalt
Die RWBA gliedert sich in fünfzehn Kapitel. Der erste Abschnitt formuliert allgemeine Anforderungen an die wegweisende Beschilderung. Der zweite Abschnitt nennt den Aufbau der Beschilderung. In weiteren Abschnitten werden die Zielangaben, die Grundsätze, Sonderfälle und die Einzelelemente betrachtet.
Das Kapitel sieben beschäftigt sich mit der Beschilderung von Knotenpunkten. Die Abschnitte acht und  neun behandeln die Rastanlagen.
Im Folgenden geht es um die Beschilderung von Bedarfsumleitungen, Polizeidienststellen und Notrufsäulen. Während sich das Kapitel 13 mit der Vorwegweisung und der Wegweisung zur Autobahn (an Anschlussstellen) beschäftigt, wird die Kennzeichnung von Beginn und Ende von Autobahnen im Kapitel 14 behandelt. Thema des letzten Kapitels sind die sonstigen Hinweisbeschilderungen.
Im Anhang der Richtlinien werden Regelpläne behandelt und weitere Informationen zur Größe und Bemaßung der Beschilderung aufgeführt.

## Symbole der RWBA

Polizeistation
„Erste Hilfe“-Station
Informationsstelle
Tankstelle
Gasthaus
Verkaufskiosk
Motel, Hotel
Notrufsäule
Fernsprecher
Toiletten
Behindertentoiletten
Rollstuhlfahrersymbol
Flughafen
Hafen, Fährhafen, Fähre
Autobahnkapelle
Personenkraftwagen
Lastkraftwagen
Kraftomnibus
Personenkraftwagen mit Anhänger
Lastkraftwagen mit Anhänger
Autobahn
Autobahnausfahrt
Autobahnkreuz oder Autobahndreieck
Parkplatz
Werkstatt
Autohof

## Abweichung
Das Hessische Landesamt für Straßen- und Verkehrswesen hat einen eigenen Leitfaden zur wegweisenden Beschilderung auf Autobahnen (LWBA) entwickelt, der eigene Standards festlegt. Auch auf Autobahnen in Bayern ist ein eigener Standard definiert. Diese Leitfäden orientieren sich an den Angaben der RWBA oder präzisieren einige Punkte. Die letzte Version stammt von Januar 2007. So unterscheiden sich vor allem hessische Überkopf-Wegweiser von restdeutschen in der Regel in Schildgröße, Pfeilanordnung und Schriftausrichtung. Die Bilder zeigen einige Unterschiede am Beispiel des Überkopf-Vorwegweisers.
| In Hessen sind auf den Schildertafeln nur Kurzpfeile abgebildet mit zentrierter linksbündiger Schrift. Es werden keine Ziele nebeneinander dargestellt, die Pfeile befinden sich zentriert über dem jeweiligen Fahrstreifen. Die Schildbreite entspricht der Fahrbahnbreite, die Schildhöhe richtet sich nach vier Zielangaben zuzüglich Pfeil oder Maßangabe (auch wenn weniger Ziele ausgeschildert werden). |
| Standardmäßig werden gemischte Pfeilformen dargestellt. Die Schrift ist zentriert abgebildet und Zielangaben können sich nebeneinander befinden. Die Pfeilausrichtung kann variieren, die Schildbreite und die Schildhöhe ist variabel. |